# 具耳箬竹
具耳箬竹（学名：Indocalamus auriculatus）为禾本科箬竹属下的一个种。